# Jean Lurçat
Jean Marie Auguste Lurçat (Bruyères, 1 de julio de 1892 - Saint-Paul-de-Vence, 6 de enero de 1966) fue un pintor, ceramista y tapicero francés, hermano mayor del arquitecto André Lurçat. Fue reconocido especialmente por su trabajo en el tapiz, donde renovó en profundidad el lenguaje artístico.

## Inicios
Hijo de una familia humilde, después de la escuela secundaria en Épinal, se matriculó en la Facultad de ciencias de Nancy, donde se planteaba cursar los estudios de medicina. No obstante, abandonó los estudios y dejó Francia. Recorrió Suiza y Alemania (Münich) y, de regreso a Nancy, entró en el estudio de Victor Prouvé, líder del movimiento artístico conocido como École de Nancy. En 1912, Lurçat se trasladó a París con su hermano André. Allí se matriculó en la Académie Colarossi con el grabador Bernard Naudin y descubrió las obras de Matisse, Cézanne, Auguste Renoir, entre otros muchos, y a los autores Rainer Maria Rilke, Bourdelle y  Elie Faure. Junto a tres amigos fundó Feuilles de mai, una revista de arte donde participaban algunos de estos artistas. Fue entonces cuando comenzó también a trabajar como aprendiz del pintor Jean-Paul Lafitte
Su primer viaje a Italia en agosto de 1914 se vio interrumpido por el estallido de la Primera Guerra Mundial. Regresó a Francia y se incorporó al ejército como soldado de infantería, pero enfermó y fue evacuado del frente el 15 de noviembre. Durante su convalecencia en Sens, en 1915, practicó la pintura y la litografía. Regresó al frente en julio de 1916. Herido, fue evacuado y ya no volvió a combatir. Ese mismo año (1916) realizó su primera exposición en Zúrich.

## El descubrimiento de la tapicería
Sus primeras pinturas destacables (Filles vertes y Soirées dans Grenade) las realizó en 1917. Al año siguiente, una vez terminada la guerra, volvió a Italia. En Tessin (1919), pasó las vacaciones con Rilke, Ferrucio Busoni, Hermann Hesse y Jeanne Bucher, mientras realizaba su segunda exposición en Zúrich. En 1920 viajó por toda Europa (Berlín, Múnich, Roma, Nápoles) para finalmente establecerse en París. Comenzó a aprender la técnica de tejer tapices, exponiendo por vez primera en el Salón de los Independientes. En 1921, Jean Lurçat se reencontró con Louis Marcoussis, descubrió la obra de Picasso y Max Jacob, y creó los decorados y el vestuario para el espectáculo de la compañía Pitoëff; Celui qui reçoit des gifles, con gran éxito. Al año siguiente creó su quinto gran tapiz, Le Cirque. Su primera exposición individual se celebró en París en abril y septiembre (óleos, gouaches, acuarelas y dibujos). Realizó, además, un gran mural para el ahora desaparecido, castillo de Villeflix. Luego viajó a Alemania y en 1923 a España (Sevilla, Cádiz, Toledo y Barcelona); en 1924 descubrió el Norte de África, el Sahara, Grecia y Anatolia. A su retorno a Francia firmó un contrato en exclusiva para toda su obra con el marchante Étienne Bignou. En este tiempo su hermano André construyó Villa Seurat, mientras Jean se centraba en su sexto tapiz, Les Arabes, una pieza de 12 metros cuadrados influida por sus últimos viajes. El 15 de diciembre se casó con Martha Hennebert (que le había iniciado en la tapicería y había sido musa de Rainer Maria Rilke) y viajó a Escocia en 1925, para después pasar de nuevo por España y el norte de África.
A su vuelta a Francia se instaló en una casa en Villa Seurat. Participó en varias exposiciones junto con otros artistas (Raoul Dufy, Marcoussis). Además de exponer, escribió, ilustró y editó Toupies et Baroques, y creó decorados y tapices para la película, Vertige, del director francés Marcel L'Herbier. En 1926 expuso en solitario en París y Bruselas, y participó en exposiciones colectivas en Viena, París y Amberes. Su reconocimiento público y de la crítica comenzó a ser palpable en este año. Las temáticas de sus obras fueron en aquel momento, sobre todo, retratos y paisajes orientales.

## Los años de la consagración
En 1927, en compañía de su esposa, viajó a Oriente (Grecia y Turquía). Decoró el salón de la casa de la familia de David David-Weill con cuatro tapices de petit point; realizó L'Orage por encargo de Georges Salles (Museo Nacional de Arte Moderno). Regresó a Grecia e Italia (Roma) en 1928, antes de embarcarse en octubre rumbo a los Estados Unidos, con motivo de su primera exposición en Nueva York. El año siguiente, 1929, vivió en Marruecos francés. En 1930 expuso de nuevo en París, Londres, Nueva York y, por vez primera, en Chicago. Realizó también las ilustraciones para Les Limbes, obra de Charles-Albert Cingria, que editó Jeanne Bucher. Permaneció un tiempo en Estados Unidos y se divorció de Marthe. Al año siguiente, en mayo de 1931, se instaló en Vevey (Suiza). Dos de sus tapices, La Neige y L'Été, las teje Marthe Hennebert. En 1932, Jeanne Bucher publica ocho dibujos a pluma de Lurçat (pour prendre congé PPC). En diciembre, participó con Matisse, Picasso, Braque, Derain y Raoul Dufy en la exposición Sélections, organizada en Nueva York por la Valentine Gallery. Después de haber firmado un manifiesto político vinculado a la izquierda comunista, Jean Lurçat mantendrá una relación de compromiso político en su obra. En 1933, vivió en Nueva York y creó los decorados y el vestuario para Public Garden, del ballet de George Balanchine, y música de Dukelsky. Compuso Orage, encargo de Marie Cuttoli y expuso en Aubusson el primer tapiz realizado con una nueva técnica de su invención.
En 1934, a finales del verano, tras unos trabajos en Nueva York, Chicago y Filadelfia, se trasladó a Moscú, donde expuso en el Museo Occidental (actual Museo Pushkin) y el Museo de Kiev (gouaches, óleos). En 1935, pintó en España, Dynamiteros, una obra vinculada con la revolución y la guerra civil española. En París participó en la Asociación de Escritores y Artistas Revolucionarios. Luego, junto con Louis Aragon y Malraux, participa en la Asociación de Amigos de la Unión Soviética. En 1936 expuso en Londres y lanzó su primer tapiz ejecutado en la Manufacture Royale des Gobelins: Les Illusions d'Icare (3,30 × 3,50 metros, Colección Real de Holanda). El año 1937 será el del encuentro con François Tabard y el nacimiento de grandes tapices: Le Bosquet (2,00 x 2,50 m.) y Les Oiseaux, tejidos en el taller-escuela de Aubusson; Forêts, segundo tapiz tejido en los Gobelinos (2,60 x 4,00 m,).

## La visión del apocalipsis y la guerra

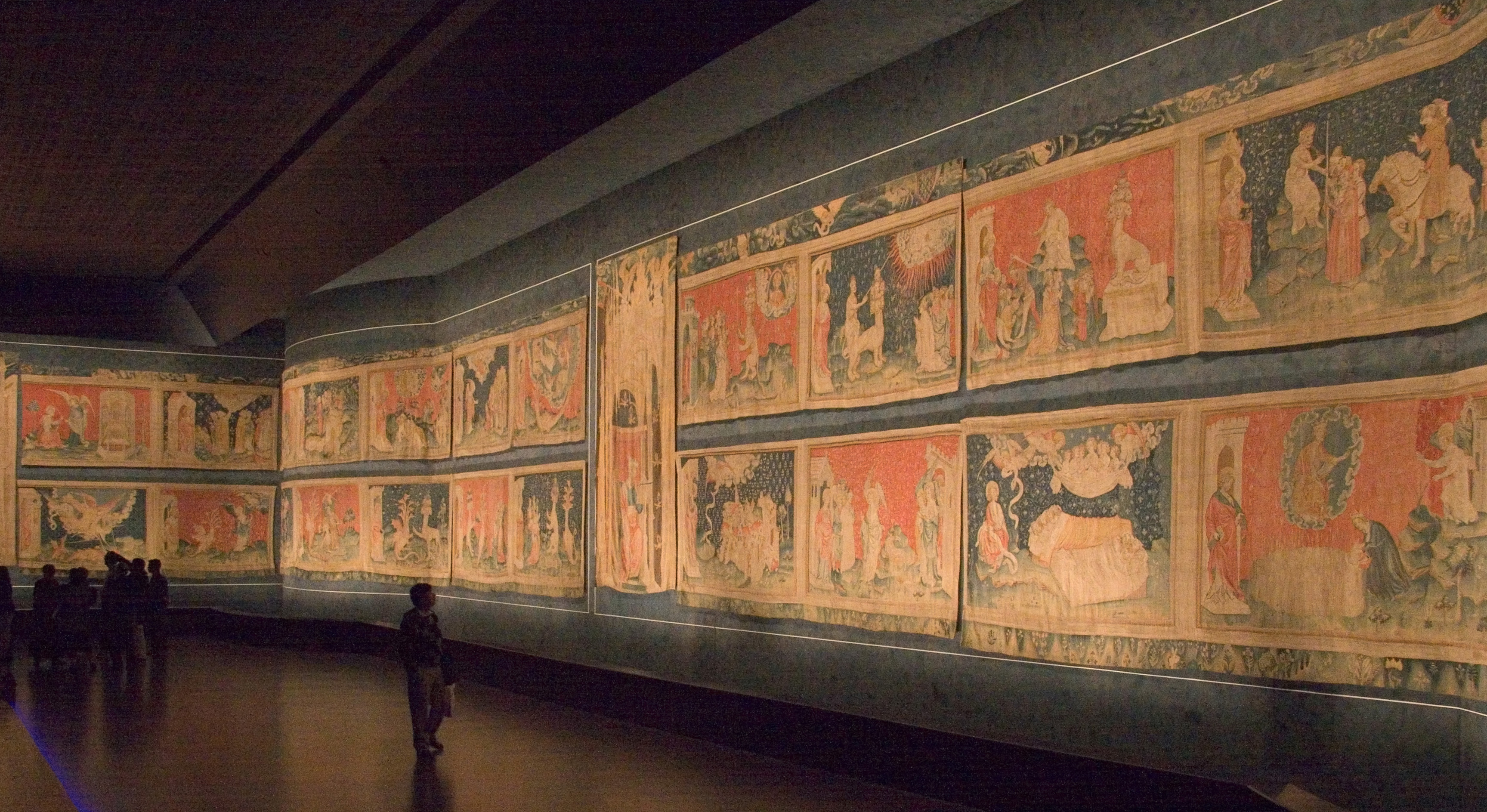
Vista de una parte del Tapiz del Apocalipsis expuesto en Angers, y que impactó a Jean Lurçat en el verano de 1937.

En julio de 1937, la visión en Angers del Tapiz del Apocalipsis (siglo XIV), provocó en Lurçat un choque artístico y estético que marcará su obra posterior. En 1938 teje Moisson (2,75 × 5,50 m). En el taller de Beauvais realiza los tapices para cuatro sillas, un sofá y una pantalla para acompañar la representación de Icare. En 1939 expone en Nueva York de nuevo y en el Petit Palais parisino. En septiembre se trasladó a Aubusson con Marcel Gromaire y Dubreuil y sufrió una grave crisis creativa. Desarrolló entonces una nueva técnica para los tapices: cartones numerados, paleta reducida y un tejido de punto más ancho. El Museo Nacional de Arte Moderno adquiere por entonces Jardin des Coqs y L'Homme aux Coqs, destruidos en 1944 por la S.S. durante la ocupación de Francia por la Alemania nazi. En 1940 colaboró con  André Derain y Raoul Dufy y en 1941 participó, junto con Boris Taslitsky, en la creación de Le Bel Été. En los Estados Unidos, Víctor, su hijo adoptivo, se dedica a las redes clandestinas que operan en Francia. Lurçat permanece en la abadía benedictina de En Calcat e inició a Dom Robert en la tapicería. En 1942 se instaló en Lanzac y realizó los tapices Libertés, basados en el poema de Paul Éluard y que se encuentran en el Museo de Arte Moderno de la Villa de París, así como Es La Verdad (sobre poemas de Guillaume Apollinaire). En 1944 participó en una exposición colectiva en el Museo de los Agustinos de Toulouss y en 1944, mientras exponía sus pinturas en Estados Unidos, hizo lo propio con sus tapices en París. Ese mismo año se unió a la resistencia comunista francesa (Tristan Tzara, André Chamson, René Huyghe, Jean Cassou). Formó parte del Comité de Liberación y dirigió Liberté y Les Étoiles du Quercy. Su hijo adoptivo, Víctor Soskice, será detenido y deportado a Alemania, donde será ejecutado; Jean y su compañera, Rossane Timotheef, tardaron un añosen saberlo. Al final de la guerra se reencontró con Simone Selves, con la que se casará once años más tarde (agosto de 1956).

## La posguerra
En 1945 Lurçat compró el Castillo de Tours-Saint-Laurent, vestigio de una fortaleza del siglo XI que domina sobre las murallas de Saint-Céré. Ese mismo año participó en la exposición La Tapisserie du Moyen Âge à nos jours, que recorrió Europa (París, Ámsterdam, Bruselas y Londres). En 1947, realizó uno de sus tapices emblemáticos y deudor de su recuerdo diez años atrás, L'Apocalypse (4,53 × 12,40 m) para la Iglesia de Notre-Dame-de-Toute-Grâce, en la meseta de Assy (Passy, Alta Saboya); también realizó Le Vin (4,04 × 10,50 m) , para el museo del vino de Borgoña en Beaune. Ese mismo año se publicaron tres obras de Lurçat sobre la técnica del tapiz. En 1948, viajó por Europa dando conferencias y exponiendo en Reino Unido, Bélgica y Checoslovaquia. Publicó en Lausana (Suiza), Géographie animale, una selección de dieciocho poemas ilustrados con dieciocho litografías, dedicado a su hijo adoptivo, Victor. En 1949-1950, llevó a cabo la ilustración con litografías de colores de varias obras: La Création du Monde, texto de André de Richaud,  Le Monde Merveilleux des Insectes, de Jean-Henri Fabre y Vingt Fables de La Fontaine. En 1951 muere su amigo Étienne Bignou mientras el viajó por Suiza, Polonia y las países bálticos, en un ciclo de conferencias y exposiciones que lo llevaron a Basilea, Varsovia, Cracovia, Copenhague y Estocolmo. Ese mismo año compuso el tapiz La Grande Peur (20 m²). En 1952-1953, se celebró una gran exposición de sus obras en la Maison de la Pensée Française (tapices, pinturas, gouaches, dibujos, cerámicas, libros ilustrados). Entre los numerosos tapices que realizó en estos dos años, destacaron Les Loups dans la Bergerie y La Conquête de l'Air. En 1956 falleció su compañera, Rossane Timotheef. Ese año concluyó un encargo del Museo Nacional de Arte Moderno de París, el tapiz en homenaje a la resistencia francesa y a las víctimas de las deportaciones en la guerra mundial, Hommage aux Morts de la Résistance et de la Déportation (4 × 12 m). También realizó el tapiz Le Chant Général (4 × 12 m), en homenaje al poeta chileno, Pablo Neruda y su Canto General.
En esos años se sucedieron las conferencias y exposiciones en Latinoamérica. Después marchó a Asia, particularmente China. A la vuelta, tras eponer en Suiza, siguió rumbo por toda Europa y Estados Unidos (1957). En 1960, una serie de joyas diseñadas por Jean Lurcat, las realizó el maestro joyero, Gilbert Albert, para Patek Philippe, piezas que se expusieron en Ginebra.

## Cerámica
Desde 1951, Lurçat mantuvo regularmente en Sant Vicens (Perpiñán - Pirineos Orientales), un taller de cerámica creado por Firmin Bauby. Trabajó en la decoración de platos de cerámica, placas, azulejos, jarros y floreros. Creó grandes piezas cerámicas para la 'École de Saint-Denis. En 1961, realizó las piezas de cerámica monumental que ocupan el frontal de la casa de la radio de Estrasburgo.

## La boda con Simone Luçart y últimos años

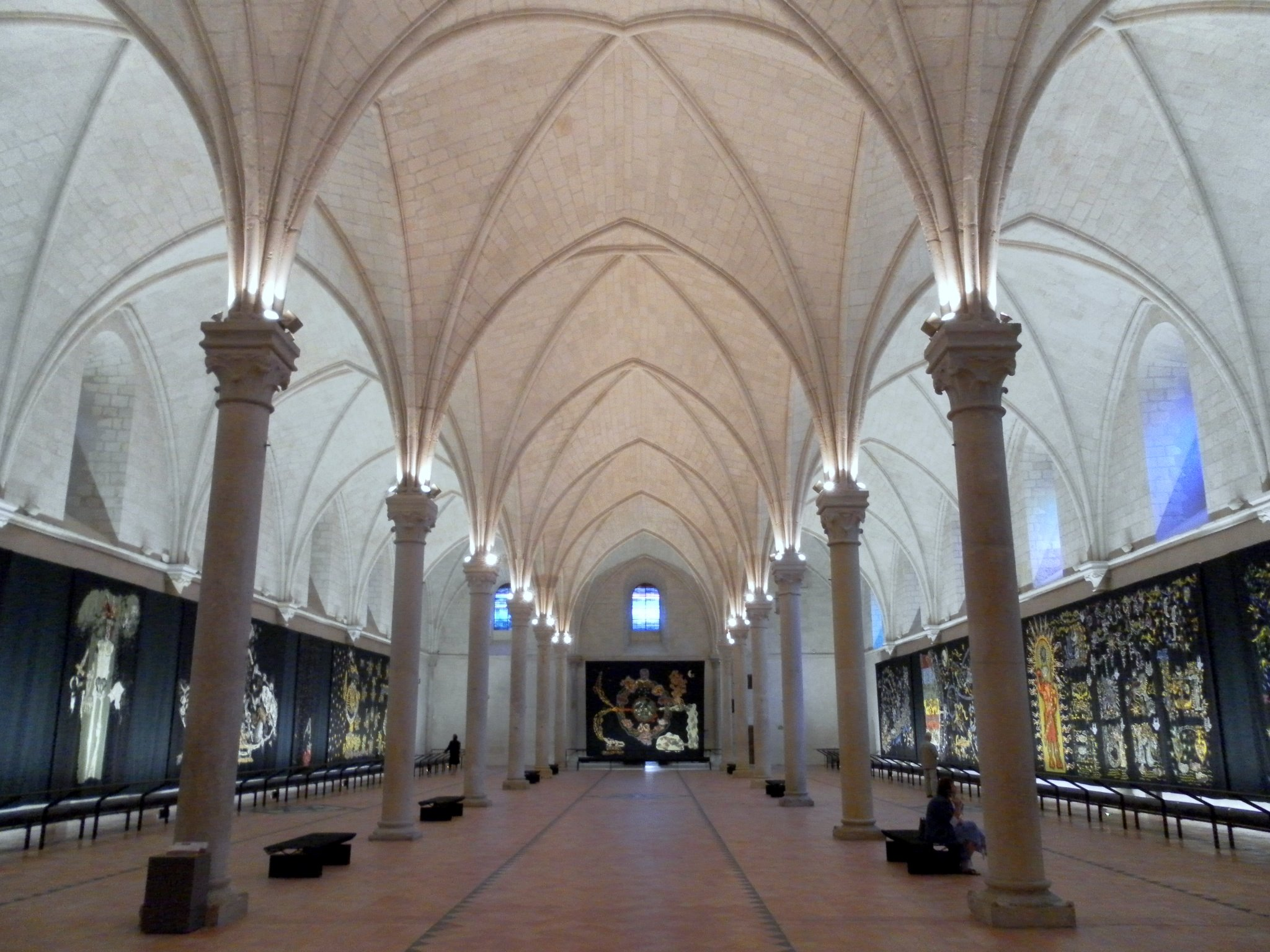
Gran sala del antiguo hospital de Saint-Jean, (actual Museo Jean-Lurçat y de la Tapicería Contemporánea), donde se encuentra expuesta la obra Chant du Monde.

El 11 de agosto de 1956 se casó con Simone, Andrée, Marie-Louise Selves (1915-2009), su compañera en la Resistencia frente a la Alemania nazi. Tras casarse comenzó Joie de Vivre, que devendrá en Le Chant du Monde, conjunto de tapices que serán tejidos en Aubusson por Tabard, Goubely y Picaud. También comenzó a tejer La Grande Menace, pieza compuesta por la trilogía La Bombe Atomique (4 40 × 9 m), L'Homme d'Hiroshima (4,40 × 2,90 m) y La Fin de Tout (4,40 × 2,25 m). También La Tenture des Soleils, compuesta de dos grandes piezas: L'Homme en Gloire dans la Paix (4,40 × 13,20 m) y L'Eau et le Feu (4,40 × 5,90 m).
Tras editar e ilustrar un poemario, Domaine, después de un viaje por Japón, la India y Portugal, publicó el libro de poemas Mes Domaines, ilustrados con viñetas inéditas. Terminó en 1961 la monumental cerámica para la casa de la radio de Estrasburgo y continuó con Chant du Monde avec Le Grand Charnier (4,40 × 7,40 m) y Champagne (4,40 × 7,00 m). Mientras se sucedían las exposiciones por todo el mundo, sobre todo en Europa en la década de 1960 (Colonia, Lisboa, Bremen), finalizaba el octavo panel de Chant du monde: La Conquête de l'Espace (4,40 × 10,35 m), para terminar después con el noveno, La Poésie (4,40 × 10,40 m).
Ya en 1962 su salud era frágil, pero no aminoró el ritmo de sus exposiciones y trabajos. Preparó una gran retrospectiva de su obra pictórica con la que le homenajeó la ciudad de París, al tiempo que continuó con sus tapices: Transmondia (3,15 × 6,35 m), Couleurs et Lumières (2 75 × 4 50 m) y Le Vin et la Musique (5 93 × 12 02 m). La primera presentación de Chant du Monde —aunque inacabado— tuvo lugar en Annecy (1962); después continuó por el Museo de Artes Decorativas de París, Arras y Lyon, mientras se sucedían los homenajes y reconocimientos. Continuó trabajando y el año antes de fallecer aún viajó a Grecia y a México. A su vuelta trabajó en Ornomentos Sagrados (4,40 × 10,50 m), décima y última pieza de Chant du Monde que será finalizada tras su muerte. Gracias a su esposa, las disputas entre distintos municipios franceses sobre la ubicación definitiva de la obra se resolvió instalándola en el antiguo hospital medieval de Saint-Jean en Angers
Jean Luçart falleció súbitamente el 6 de enero de 1966, en Saint-Paul-de-Vence. Sus restos se encuentran en el departamento francés de Lot, no lejos de Saint-Céré, en el cementerio de Saint-Lauren. En su tumba, un sol tallado en piedra con el lema «C'est l'aube» (Es el amanecer), las dos primeras palabras que había grabado en su espada de académico: «C'est l'aube d'un temps nouveau où l'homme ne sera plus un loup pour l'homme…» (Es el amanecer de una nueva era en la que el hombre ya no será más un lobo para el hombre ...)

## Distinciones y premios
- 1947: es nombrado presidente de la Association des Peintres - Cartonniers de Tapisserie, de la que había sido cofundador con Marc Saint-Saëns y Jean Picart Le Doux.
- 1959: es nombrado académico de la Real Academia de Ciencias, Letras y Bellas Artes de Bélgica.
- 1959: es nombrado académico de la Academia Nacional de Bellas Artes de Portugal
- 1961: es elegido presidente del Centre International de la tapisserie ancienne et moderne (CITAM) en Lausanne, entidad de la que fue cofundador.
- 1964: es elegido académico de la Academia de Bellas Artes de Francia.
- Además de un sello postal emitido en su honor por Francia, más de una veintena de centros llevan su nombre, tales como colegios, liceos y escuelas francesas (Saint-Laurent-les-Tours, Saint-Céré, París, Bruyères, Achères, Sarcelles, Ris-Orangis, y Martigues).